# Мураново (деревня)
Мураново — деревня в Пушкинском районе Московской области России, входит в состав городского поселения Ашукино. Население — 224 чел. (2010).
Знаменита музеем-заповедником «Усадьба „Мураново“ им. Ф. И. Тютчева», созданным потомками русского поэта на базе родовой усадьбы.

## География
Расположена на севере Московской области, в северной части Пушкинского района, примерно в 19 км к северу от центра города Пушкино и 34 км от Московской кольцевой автодороги, на реке Талице бассейна Клязьмы. В деревне 7 улиц — Барская Поляна, Гришино, Клубная, Лесная, Лесная сказка, Луговая и Родниковая, приписано садоводческое товарищество.
В 3,5 км к востоку проходит линия Ярославского направления Московской железной дороги, в 7,5 км к востоку — Ярославское шоссе М8, в 5 км к югу — Московское малое кольцо А107. Ближайшие сельские населённые пункты — деревни Данилово, Папертники и Подвязново.
Связана автобусным сообщением с железнодорожными станциями Ашукинская и Софрино.

## Население
| 1859 | 1890 | 1899 | 1926 | 2002 | 2006 | 2010 |
| ---- | ---- | ---- | ---- | ---- | ---- | ---- |
| 146  | ↘114 | ↘62  | ↗149 | ↗175 | ↗193 | ↗224 |

## История
Как усадьба известна с 1645 года, когда её владельцем был князь Шаховской. Начиная с 1816 года владельцами усадьбы были родственно связанные семейства Энгельгардтов, Боратынских, Путятов и Тютчевых.
В «Списке населённых мест» 1862 года — казённое село 1-го стана Дмитровского уезда Московской губернии по правую сторону Московско-Ярославского шоссе (из Ярославля в Москву), в 25 верстах от уездного города и 17 верстах от становой квартиры, при реке Талице, с 22 дворами и 146 жителями (57 мужчин, 89 женщин).
По данным на 1890 год — сельцо Митинской волости Дмитровского уезда с 114 жителями.
В 1913 году — 21 двор, имение Тютчева и земское училище.
По материалам Всесоюзной переписи населения 1926 года — центр Мурановского сельсовета Софринской волости Сергиевского уезда Московской губернии в 6,4 км от Ярославского шоссе и 4,3 км от станции Софрино Северной железной дороги, проживало 149 жителей (74 мужчины, 75 женщин), насчитывалось 26 крестьянских хозяйств.
С 1929 года — населённый пункт в составе Пушкинского района Московского округа Московской области. Постановлением ЦИК и СНК от 23 июля 1930 года округа как административно-территориальные единицы были ликвидированы.
Административная принадлежность
1929—1957, 1962—1963, 1965—1994 гг. — деревня Луговского сельсовета Пушкинского района.
1957—1960 гг. — деревня Луговского сельсовета Мытищинского района.
1960—1962 гг. — деревня Луговского сельсовета Калининградского района.
1963—1965 гг. — деревня Луговского сельсовета Мытищинского укрупнённого сельского района.
1994—2006 гг. — центр Луговского сельского округа Пушкинского района.
С 2006 года — деревня городского поселения Ашукино Пушкинского муниципального района Московской области.
В 2003 году в состав деревни был включён посёлок Лесная Сказка.

## Достопримечательности

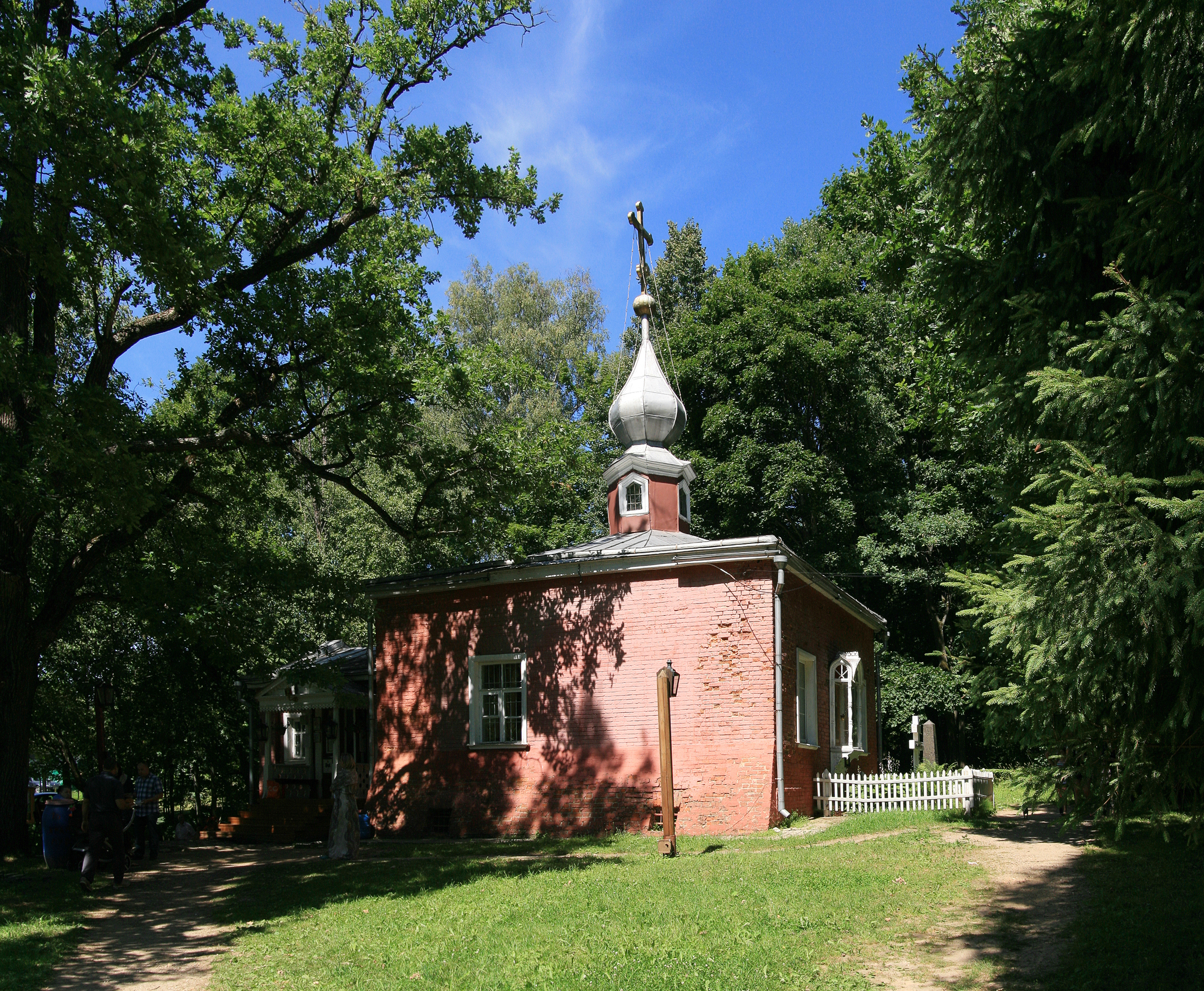
Церковь Спаса Нерукотворного Образа

- Усадьба «Мураново», включающая главный дом, прачечную, кухню, каретный сарай, усадебный парк, флигель и церковь. Является памятником истории федерального значения —  Объект культурного наследия № 5010377000№ 5010377000.
- Церковь Спаса Нерукотворного Образа, устроенная в 1878 на средства С. Л. Путяты в здании каменного амбара постройки начала XIX века[21], памятник истории —  Объект культурного наследия № 5010377005№ 5010377005.
- Обелиск в память о жертвах теракта в Беслане 1—3 сентября 2004 года.
- Часовня Иконы Божией Матери Утоли Моя Печали, построена в память о событиях в Беслане[22].
- Церковь-часовня Иконы Божией Матери Казанская, 2003 г.[23]